# Consulado del Mar (Mallorca)
El Consulado del Mar (oficialmente, y en catalán, Consolat de Mar) fue una institución medieval de la Corona de Aragón vinculada al derecho de los grandes mercaderes y a las grandes urbes comerciales. Sus funciones eran regular el comercio y los asuntos marítimos en materia mercantil. Solían estar situados en edificaciones anexas a la lonja, como es el caso de Barcelona o Valencia; en Palma de Mallorca era en un edificio próximo.
En el año 1326, bajo el reinado de Jaime III de Mallorca, se designaron dos Consule Maris para la resolución de conflictos entre mercaderes, patrones y marineros.
El edificio actual es producto de varias reformas. Fue construido en el siglo XVI. En la fachada principal se conserva una galería loggia plateresca con balaustrada y cinco grandes arcadas.
Hay una capilla gótica anexa al conjunto, modificada en el siglo XVII, con un rosetón renacentista. Era la antigua Escuela de la Lonja.
En el año 1800 se instaló el Real Consulado de Mar y Tierra. Se construyeron la escalera elíptica y la sala de juntas con un imponente artesonado.
En el jardín que hay entre la Lonja de Palma de Mallorca y el Consulado se estableció la Puerta del Muelle, después de que las murallas fueran demolidas en 1873.
Es un Bien de Interés Cultural (BIC) declarado desde el 23 de abril de 1964.
Desde el año 1983 es la sede de la presidencia de las Islas Baleares.